# Sant Cristòfol de Lliçà
Sant Cristòfol de Lliçà és una església al municipi de Lliçà de Vall (Vallès Oriental) catalogada a l'Inventari del Patrimoni Arquitectònic de Catalunya. Existia un edifici romànic del qual es tenia constància documental des de l'any 1113. A la visita pastoral del 1421 es deia que la capçalera amenaçava ruïna. L'any 1594, el vicari general de Barcelona va donar permís per enderrocar l'edifici. Aquest es va acabar de construir entre els anys 1666-1669. Va ser reformat l'any 1756. Després de la Guerra Civil només van quedar els murs. Amb anteriorment a la Guerra Civil espanyola l'altar era barroc. El 21 de juliol de 1936, un escamot antifeixista de Granollers, va cremar l'Església, de la qual només varen quedar els murs. Es torna a reconstruir i el 31 de març de 1940 s'inaugura oficialment. L'altar actual és tríptic monumental realitzat a l'any 1979 pel pintor Raúl Capitani Blanchart. L'any 1989 va ser restaurat el campanar. La última reforma es va iniciar l'any 2006 per tal de treure el revestiment i restaurar la pedra original de les parets externes.
Edifici de nau única amb absis poligonal sostingut per dos contraforts. La nau té tres trams coberts amb volta de creueria amb claus esculturades. L'absis és cobert amb volta de creueria. El cor també és amb volta de creueria i té una balustrada de ciment. La porta és rectangular, els brancals estan decorats amb motius circulars i l'arquitrau amb motius rectangulars. El campanar quadrat té dos cossos, el primer arrebossat amb ciment i el segon de carreu. Les dimensions del campanar són 18'28 de llargada, 5'47 d'amplada x 8'94 metres alçada.
La pica baptismal presenta planta estrellada amb vuit puntes amb els segments entre arestes còncaus. Està coberta per una tapa metàl·lica. El peu és segmentat i treballat. Hi ha una inscripció il·legible.

## Història
1. 1 2 3  «Església de Sant Cristòfol». Inventari del Patrimoni Arquitectònic de Catalunya.   Direcció General del Patrimoni Cultural de la Generalitat de Catalunya. [Consulta: 28 agost 2015].
2. ↑  Busto Veiga, Anna Maria. Els nostres records: a l'Arxiu Municipal de Lliçà de Vall.  Lliçà de Vall: Ajuntament de Lliçà de Vall, 2017, p. 148. ISBN DL B4104-2017.
3. ↑  «Inventari de campanes - Parròquia de Sant Cristòfol de Lliçà de Vall». [Consulta: 2019].